# Experiência ISRU de oxigénio em Marte

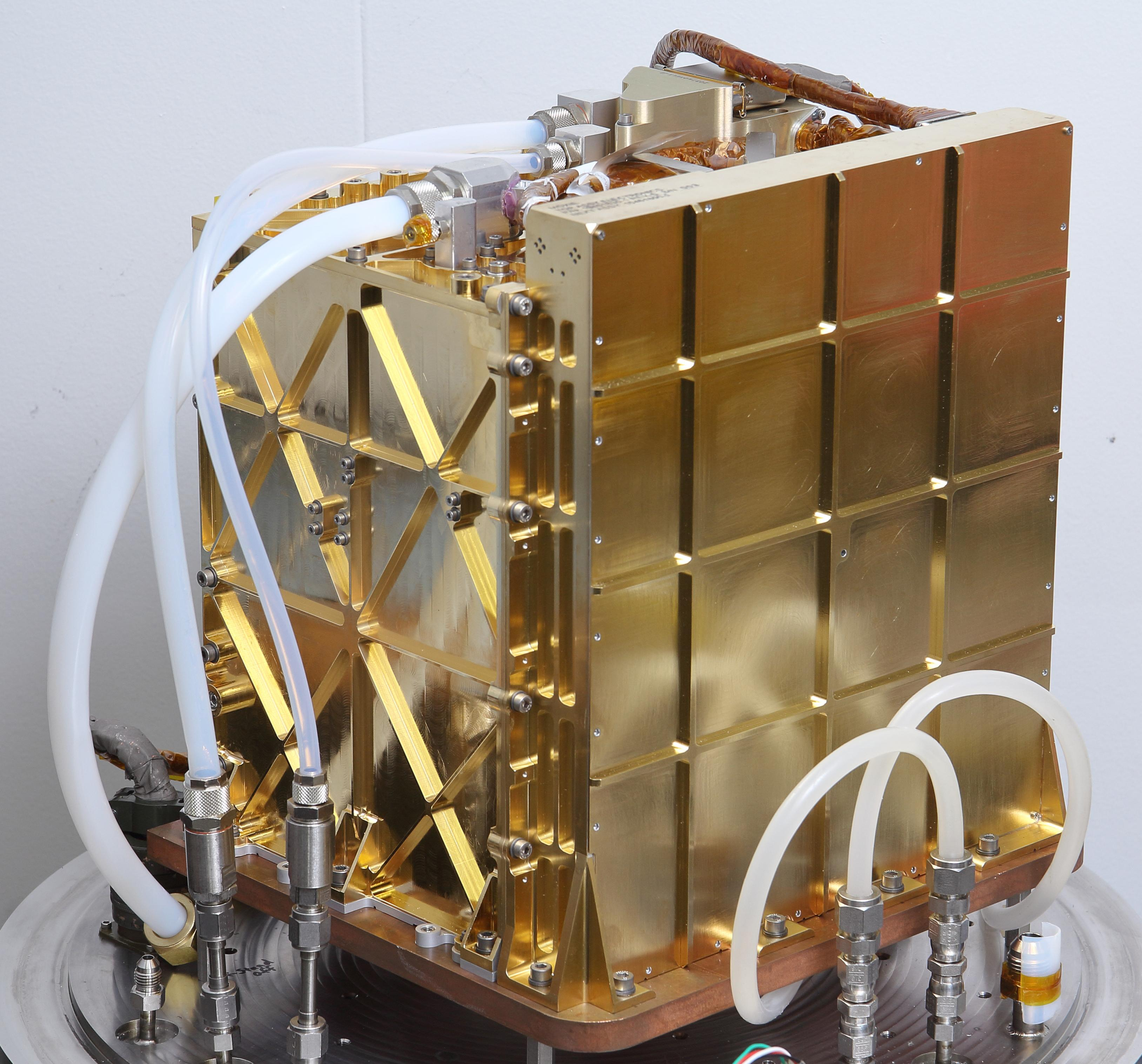
Unidade MOXIE

A Experiência ISRU de oxigénio em Marte (em inglês: Mars Oxygen In-Situ Resource Utilization Experiment) (MOXIE) é uma demonstração tecnológica realizada a bordo do rover Perseverance da NASA para investigar a produção de oxigénio em Marte. Em 20 de abril de 2021, a MOXIE produziu gás oxigênio a partir de dióxido de carbono na atmosfera de Marte através de eletrólise de óxido sólido. Este processo foi também a primeira extração experimental de um recurso natural de outro planeta para uso humano. A tecnologia pode ser replicada em grande escala numa eventual missão tripulada a Marte de forma a proporcionar oxigénio para respirar ou como comburente, propelente ou água, combinando o oxigénio produzido com hidrogénio.

## Objetivo
O objetivo do MOXIE é produzir oxigênio com pelo menos 98 por cento de pureza a uma taxa de 6–10 gramas por hora (0,21–0,35 oz / h) e atender a esses requisitos para um mínimo de dez ciclos operacionais na maioria dos ambientes as condições em todos os momentos do dia, mesmo durante uma tempestade de areia.

## Desenvolvimento
O MOXIE baseia-se em um experimento anterior, o Precursor de produção de propelente Mars In-situ (MIP), que foi projetado e construído para voar na missão Mars Surveyor 2001 Lander. O MIP tinha como objetivo demonstrar a produção de propelente in-situ (ISPP) em escala de laboratório usando eletrólise de dióxido de carbono para produzir oxigênio. A demonstração do voo MIP foi adiada quando a missão Mars Surveyor 2001 foi cancelada após a falha da missão Mars Polar Lander.
O investigador principal (PI) do MOXIE é Michael Hecht, do Haystack Observatory no Massachusetts Institute of Technology (MIT). O vice-PI é o ex-astronauta da NASA Jeffrey Hoffman, do Departamento de Aeronáutica e Astronáutica do MIT. O gerente do projeto é Jeff Mellstrom, do Laboratório de Propulsão a Jato da NASA / Caltech (JPL). Junto com o MIT e o JPL, os principais contribuintes são OxEon Energy (anteriormente Ceramatec, Inc.) e Air Squared. Outros contribuintes incluem Imperial College London, Space Exploration Instruments LLC, Destiny Space Systems LLC, o Instituto Niels Bohr da Universidade de Copenhague, Arizona State University e da Technical University da Alemanha.

## Experiência de Marte

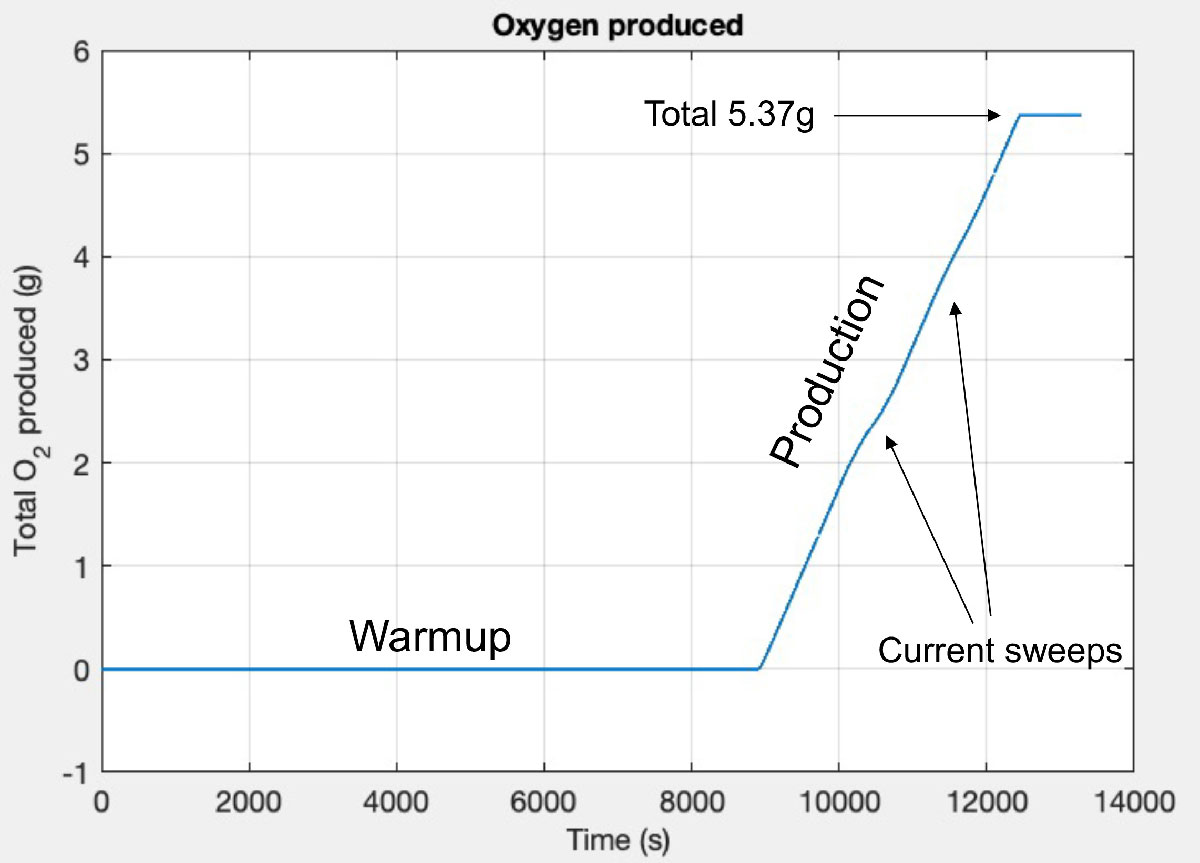
MOXIE primeiro teste de produção de oxigênio marciano no gráfico de 20 de abril de 2021

A produção de oxigênio foi alcançada pela primeira vez em 20 de abril de 2021, ou de manhã cedo no Sol 60 na cratera de Jezero, produzindo 5,37 gramas por hora (0,189 oz/h) de oxigênio, equivalente ao que um astronauta em Marte precisaria para respirar por cerca de 10 minutos. MOXIE é projetado para gerar com segurança até 10 g/h (0,35 oz/h) de oxigênio, com produção teórica limitada a 12 gramas por hora (0,42 oz/h) de oxigênio devido ao capacidade limitada da fonte de alimentação de voo de 4 amperes.
O MOXIE está planejado para extrair oxigênio mais nove vezes ao longo de aproximadamente dois anos terrestres, ou um ano marciano, em três estágios; a primeira fase investigará ainda mais a produção de oxigênio, a segunda para testar o instrumento em uma variedade de horas do dia, estações do ano e condições atmosféricas e a terceira para produzir oxigênio em diferentes temperaturas e alterar o modo de operação para investigar diferenças em Produção.
Em 21 de abril de 2021, Jim Reuter, o Administrador Associado do STMD, explicou que o experimento estava funcionando e tinha muitos usos, declarando: “Este é um primeiro passo crítico na conversão de dióxido de carbono em oxigênio em Marte. O MOXIE tem mais trabalho a fazer, mas os resultados dessa demonstração de tecnologia são promissores à medida que avançamos em direção ao nosso objetivo de um dia ver humanos em Marte. O oxigênio não é apenas aquilo que respiramos. O propelente do foguete depende do oxigênio, e futuros exploradores dependerão da produção do propelente em Marte para fazer a viagem de volta para casa”.